# Fiumicello Villa Vicentina
Fiumicello Villa Vicentina é uma comuna italiana da região do Friuli-Venezia Giulia, província de Udine, com cerca de 6.334 habitantes. Estende-se por uma área de 28 km², tendo uma densidade populacional de 219 hab/km². Faz fronteira com Aquileia, Cervignano del Friuli, Grado (GO), Ruda, San Canzian d'Isonzo (GO), Turriaco (GO).
Foi criado em 01 de fevereiro de 2018 pela fusão dos municípios de Fiumicello e Villa Vicentina de acordo com a lei regional 28 de dezembro de 2017, n. 48. A capital está localizada no centro de Fiumicello.